# Onthophagus turfanicus
Onthophagus turfanicus är en skalbaggsart som beskrevs av Vladimir Balthasar 1971. Onthophagus turfanicus ingår i släktet Onthophagus och familjen bladhorningar. Inga underarter finns listade i Catalogue of Life.